# Gravče na tavče
Gravče na tavče (makedonski: Тавче гравче) je tradicionalno makedonsko jelo. Jelo se može naći u gotovo svim restoranima u Makedoniji i diljem svijeta gdje živi makedonska dijaspora, glavni sastojak jela je grah. Jelo se poslužuje u tradicionalnim glinenim posudama. Gravče na tavče smatra se nacionalnim jelom Makedonije. Jedan od najpoznatijih gravče na tavče je onaj na tetovski način.
Iako postoji nekoliko recepata za gravče na tavče glavni sastojci su grah, luk, ulje, crvena paprika,  papar, sol i peršin. 

## Priprema
Prvo se nasjecka luk i poprži na vrućem ulju, a zatim se zalije s vodom te se nastavi pirjati na tihoj vatri još 15 min. Zatim se stavi narezana svježa paprika, nasjeckani češnjak, ljuta papričica i rajčica i sve zajedno pirja još 10 min. Na kraju se zaprži s mljevenom crvenom paprikom i brašnom, a zatim sve zalije s još 300 ml vode. Prethodno kuhani grah se stavi u zemljanu posudu, zatim pirjano povrće, začini te se pažljivo promješa. Po potrebi nalije se još vode, te se zapeče u pećnici. Poslužuje se toplo s ajvarom ili pinđurom.
U pripremi se mogu koristiti suha rebra koja se skuhaju, a voda u kojoj su kuhana koristi se za podljevanje.

## Vanjske poveznice
- Recepti za gravče na tavče Zajednice Makedonaca u Republici Hrvatskoj